# Ryöskärinkalla
Ryöskärinkalla är en ö i Finland. Den ligger i Bottenviken och i kommunerna Ijo och Simo i landskapen Norra Österbotten och Lappland, i den norra delen av landet. Ön ligger omkring 65 kilometer norr om Uleåborg och omkring 600 kilometer norr om Helsingfors.
Öns area är 9,3 hektar och dess största längd är 0,8 kilometer i nord-sydlig riktning.